# Mallophora cilicrura
Mallophora cilicrura är en tvåvingeart som beskrevs av Camillo Rondani 1851. Mallophora cilicrura ingår i släktet Mallophora och familjen rovflugor. Inga underarter finns listade i Catalogue of Life.